# Вільнев (Італія)
Вільнев (фр. Villeneuve) — муніципалітет в Італії, у регіоні Валле-д'Аоста.
Вільнев розташований на відстані близько 600 км на північний захід від Рима, 10 км на південний захід від Аости.
Населення — 1290 осіб (2014).
Щорічний фестиваль відбувається 3 лютого. Покровитель — Успіння Богородиці.

## Демографія
Населення за роками:

Станом на 1 січня 2023 року в муніципалітеті офіційно проживало 120 іноземців з 28 країн, серед них 16 громадян країн Євросоюзу та 4 громадяни України.

## Сусідні муніципалітети
- Арв'є
- Емавіль
- Ентро
- Сен-Нікола
- Сен-П'єр
- Вальсаваранш